# Begleitband zum Gemeinsamen europäischen Referenzrahmen für Sprachen
Der Begleitband zum Gemeinsamen europäischen Referenzrahmen für Sprachen (GeR) ist eine Aktualisierung und Ergänzung des GeR von 2001. Koordiniert von der Language Policy Division des Europarats, wurde er zwischen 2014 und 2020 entwickelt. An der Entwicklung beteiligt waren rund 1500 Experten sowie über 300 Institutionen. Unterstützt wurde der Prozess durch zahlreiche Validierungs-Workshops sowie mehr als 60 Pilotprojekte. (Europarat 2020: Anhang 6)

## Vorgeschichte, Rezeption, Diskussion

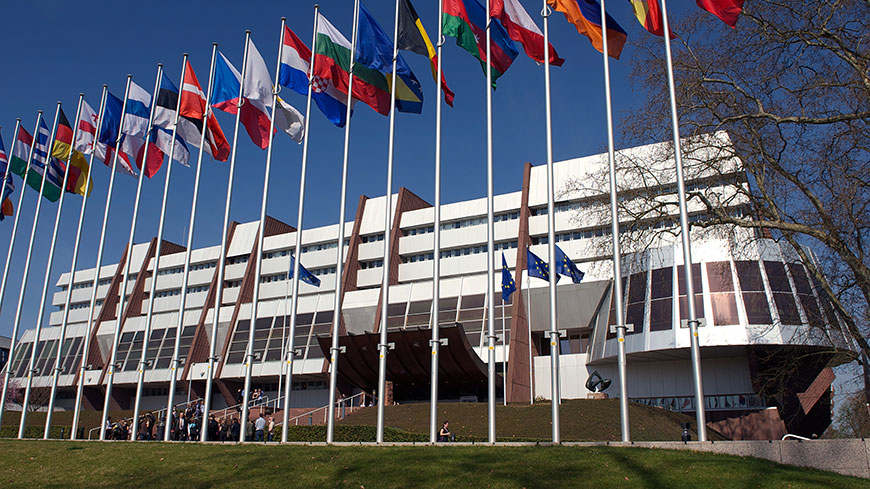
Europapalast: Sitz des Europarats in Strasbourg

Herausgeber des GeR ist der Europarat. Seit 1949 fördert der Europarat Rechtsstaatlichkeit, Menschenrechte und Demokratie in seinen 46 Mitgliedsstaaten. Dem gesellschaftlichen Zusammenhalt in Europa kommt dabei eine zentrale Rolle zu. Seit den 1960er Jahren betreibt der Europarat daher eine aktive Sprachenpolitik, die auf die Förderung der europäischen Sprachenvielfalt, darunter insbesondere der selten gesprochenen europäischen Sprachen abzielt: „Mehrsprachigkeit und kulturelle Kompetenz“ werden daher im Vorwort des GeR als zentrale Themen genannt. (Europarat 2001: 3)
Diejenige Komponente des Referenzrahmens, die in der allgemeinen Öffentlichkeit die nachhaltigste Wirkung zeigt, sind die Referenzniveaus A1-A2-B1-B2-C1-C2. Der GeR wurde geschaffen, um Curricula, Lehrwerke, Tests usw. miteinander vergleichbar zu machen. Mit Hilfe von 54 Skalen zu sprachlichen Mitteln, die in einer Vielzahl unterschiedlicher Sprachverwendungen eingesetzt werden, soll eine differenzierte Beschreibung von Kompetenzprofilen ermöglicht werden. Dazu gehören:
- linguistische Kompetenzen, z. B. der Umfang des Wortschatzes und der Grammatik sowie die Korrektheit und Angemessenheit bei deren Gebrauch
- soziolinguistische Kompetenzen, die sprachliche Kennzeichnung sozialer Beziehungen betreffen, z. B. Höflichkeitskonventionen, Redewendungen, Registerunterschiede, Redewendungen, Dialekt und Akzent
- pragmatische Kompetenzen, die Umstände der Kommunikationssituation (z. B. situative, kulturelle u. a. Kontexte) und Aspekte wie Sprecherwechsel, Themenentwicklung, Kohärenz und Kohäsion betreffen
- funktionale Kompetenzen betreffen Aspekte wie Flüssigkeit und Genauigkeit

Für sämtliche Aspekte der o.a. Kompetenzen werden Kann-Beschreibungen (Deskriptoren) entsprechend den Niveaustufen A1 bis C2 aufgeführt.

Wiederholt wird betont, dass der GeR nicht in erster Linie als Referenzrahmen für Leistungsbeurteilung und Testentwicklung geschrieben wurde, zumal das abschließende Kapitel „Beurteilen und Bewerten“ sehr kurz ist. Einige kritische Einwände in den Jahren nach seiner Erstveröffentlichung beruhen auf dem Missverständnis, die Deskriptoren des GeR seien wie Test-Kriterien zu verstehen.
“The real problem lies in the use of the word „framework“ in the CEF, for it is not a framework in the sense of a document that allows the generation of test specifications, but much more like a model without actually being a model.” (Fulcher 2004: 260)
Ganz ähnlich hatten Linguisten wie Alderson, Quetz und andere die fehlende Systematik und Kontextlosigkeit der Kann-Beschreibungen kritisiert, die eine GeR-basierte Testentwicklung erschwerten. (Quetz 2003; Alderson 2004; Alderson 2007, Harsch 2007) Andere Kritiken wiederum beschworen die Gefahren eines starren „gesamteuropäischen“ Sprachtest-Systems, für das der GeR die Grundlagen liefere. (Fulcher 2004: 262f.; Tönshoff 2003: 83; Christ 2003: 62). Brian North, einer der Autoren des GeR-Teams, ging 2004 in einem Guardian-Artikel auf solche Kritiken ein:

„The aim of the CEF is to empower and to facilitate, not to prescribe or control. The CEF is not a super-specification for producing new examinations. There is no „Official European Test“ around the corner. The Council of Europe (COE) fully respects the diversity of educational and assessment systems in its 45 member states. It does not and could not promote „a shared language testing system“, as one misguided commentator was cited as claiming in Dr Fulcher's article. What actually does exist is a modest, Dutch-led project funded by the European Union - a separate body - to collect a small bank of test items calibrated to the CEF levels that could be used to help „anchor“ tests to one another.“

 Das „Dutch-led project“, das hier erwähnt wurde, involvierte im Übrigen einige der o.a. Kritiker und zeigte, dass – ausgehend von ausgewählten GeR-Deskriptoren – mehrere sorgfältig abgewogene Schritte erforderlich sind, um valide, reliable und praktikable Test-Items zu entwickeln. (Schneider, North 2000; Martyniuk 2010)
Andere Kritiken monierten ein einseitig funktionales Verständnis von Sprache, das den GeR negativ präge. Ästhetische, affektive, kreative, moralische und kulturelle Aspekte von Sprache und Spracherwerb kämen dagegen zu kurz. (Krumm 2003; Hu 2004)
Wiederum andere Kritiker warnten vor einem möglichen Missbrauch des GeR, z. B. im Umgang mit Migration und der Verweigerung politischer Rechte gegenüber Minderheiten. (Shohami 2006)
Den kritischen Stimmen standen positive Einschätzungen gegenüber, die vor allem den vom GeR ausgehenden Impuls schätzten, auf europäischer Ebene Fragen des Fremdsprachenerwerbs und fremdsprachlicher Kompetenzen grundsätzlich neu zu diskutieren. (Hu 2012: 67)
Nach seiner Veröffentlichung 2001 wurde der GeR innerhalb weniger Jahre zu einem weltweit einflussreichen sprachenpolitischen Dokument. Heute liegen 40 Übersetzungen vor, darunter solche ins Arabische, Chinesische, Japanische und Koreanische.

## Der Begleitband zum GeR (2020)

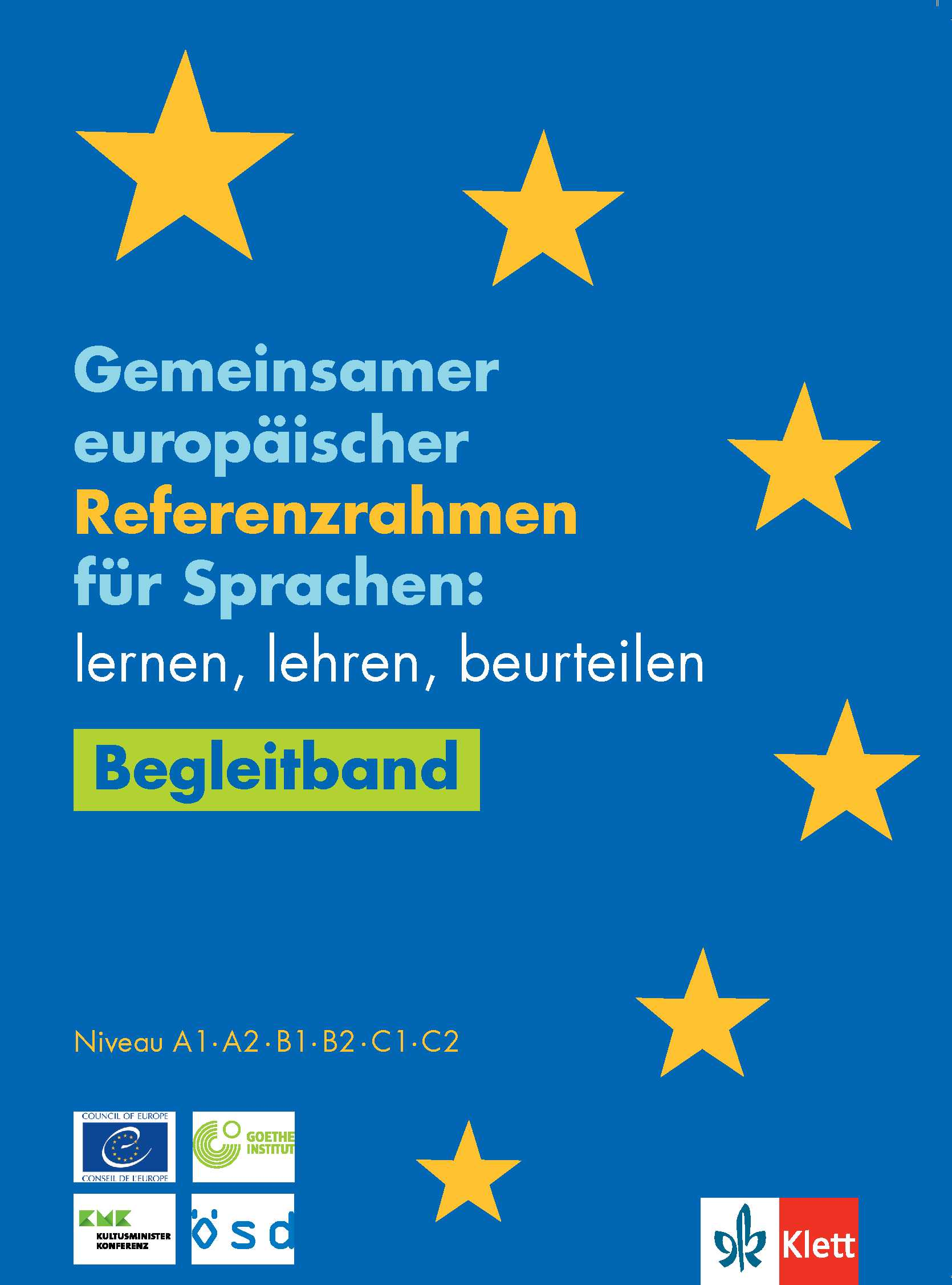
Gemeinsamer europäischer Referenzrahmen für Sprachen: Begleitband

Die 2020 erschienene neue Fassung des GeR nennt der Europarat „Begleitband“ bzw. „Companion Volume“, denn er zitiert zentrale Passagen des ursprünglichen GeR 2001 und präzisiert und erläutert sie. Zugleich ergänzt und verdeutlicht er das Beschreibungsmodell, indem er das seit 2001 zugrunde liegende Konstrukt („Sprache als soziales Handeln“) neu definiert.
In mehrfacher Hinsicht trägt der Begleitband den Diskussionen seit 2001 Rechnung. So werden gesellschaftliche und technologische Entwicklungen berücksichtigt (Online-Kommunikation, Gebärdensprache, literarische Rezeption) und neue Skalen beispielsweise für die Vermittlung von Texten, Konzepten etc. hinzugefügt.
Die Deskriptoren im Begleitband ersetzen und ergänzen die im Jahr 2001 veröffentlichten Deskriptoren. Bestehende Skalen wurden insbesondere für A1 und die C-Stufen aktualisiert. Zahlreiche Skalen enthalten nun auch Deskriptoren für die neue Stufe Vor-A1.
Grundlegend neu ist die Einbettung in einen sozial-konstruktivistischen Ansatz, der im GeR 2001 als kaum ausformuliertes Konzept angelegt war.

## Makro-Funktionen statt „Fertigkeiten“
Von Grund auf neu wird das Konzept der Makro-Funktionen entwickelt: Rezeption, Produktion, Interaktion, Mediation (statt ehemals Lesen, Schreiben, Sprechen, Hörverstehen). Insbesondere das Konstrukt von Mediation stellt eine entscheidende Änderung dar. Damit liegt dem Begleitband ausdrücklich ein sozial-konstruktivistischer Ansatz zu Grunde: Sprache wird gesehen als soziales Handeln mehrerer Sprachnutzender, die gemeinsam Bedeutung konstruieren (co-construction of meaning). Das entspricht dem aktuellen Stand der Kommunikationstheorie, der Wissenschaftstheorie und anderer sozialwissenschaftlicher Disziplinen. (Piccardo, North 2019).

## Mediation
Neu im Begleitband ist das Konstrukt von „Mediation“, ein Begriff, der im GeR 2001 noch Übersetzen, Dolmetschen, Zusammenfassen, Berichten usw. meinte (GeR 2001, Abschnitt 2.1.3). In der deutschen Übersetzung war er als „Sprachmittlung“ eingeführt worden und so zum Bestandteil der fremdsprachlichen Curricula von Sekundarschulen Deutschlands, Österreichs u. a. geworden. Im Begleitband wird Mediation dagegen anders verwendet, denn jetzt sind die Prozesse der „gemeinsamen Konstruktion von Bedeutung“ gemeint, wie sie grundsätzlich in jeder Kommunikation vorkommen. (Piccardo, North 2019: 230 f.) 
„Jemand anderen verstehen erfordert, dass man sich bemühen muss, aus der eigenen Perspektive in eine andere zu wechseln und dabei beide Perspektiven im Auge zu behalten; manchmal benötigen Menschen eine dritte Person oder einen dritten Raum, damit dies gelingt. Manchmal gibt es heikle Situationen, Spannungen oder sogar Meinungsverschiedenheiten, mit denen man umgehen muss, um Voraussetzungen für jedwedes Verstehen und somit jedwede Kommunikation zu schaffen.“ (Europarat 2020: 134) 

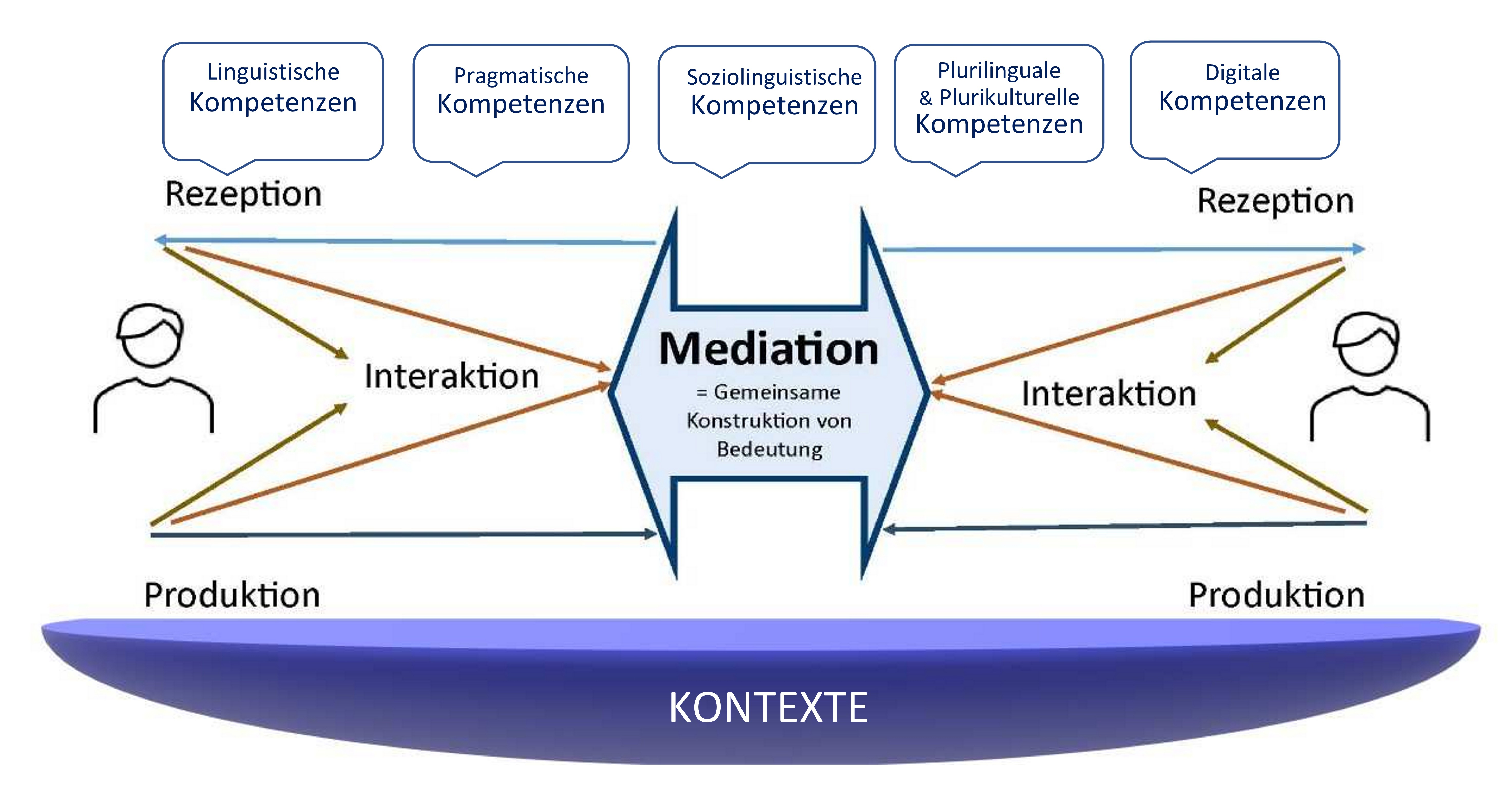
Mediation als gemeinsame Konstruktion von Bedeutung

Die neue, sozial-konstruktivistische Konzeption von Mediation kann so dargestellt werden:
Unterschieden wird zwischen „Kognitiver Mediation“ und „Beziehungsrelevanter Mediation“. Die Skalen zu Kognitiver Mediation knüpfen an entsprechende Skalen des GeR 2001 an und beschreiben den Prozess, Zugang zu Kenntnissen und Konzepten zu erleichtern, besonders wenn eine Person nicht fähig sein sollte, diesen Zugang selbst direkt zu schaffen, vielleicht wegen der Neuartigkeit und mangelnden Vertrautheit mit den Konzepten oder wegen sprachlicher oder kultureller Barrieren. Dagegen lenken die Skalen unter Beziehungsrelevanter Mediation den Blick auf Prozesse des Herstellens und der Pflege interpersonaler Beziehungen, um eine positive, kooperative Umgebung zu schaffen. Beispiele sind kommunikative Kompetenzen, die beim „Anleiten einer Gruppe“ erforderlich sind, um „plurikulturellen Raum“ zu fördern, oder in „heiklen Situationen und bei Meinungsunterschieden“.

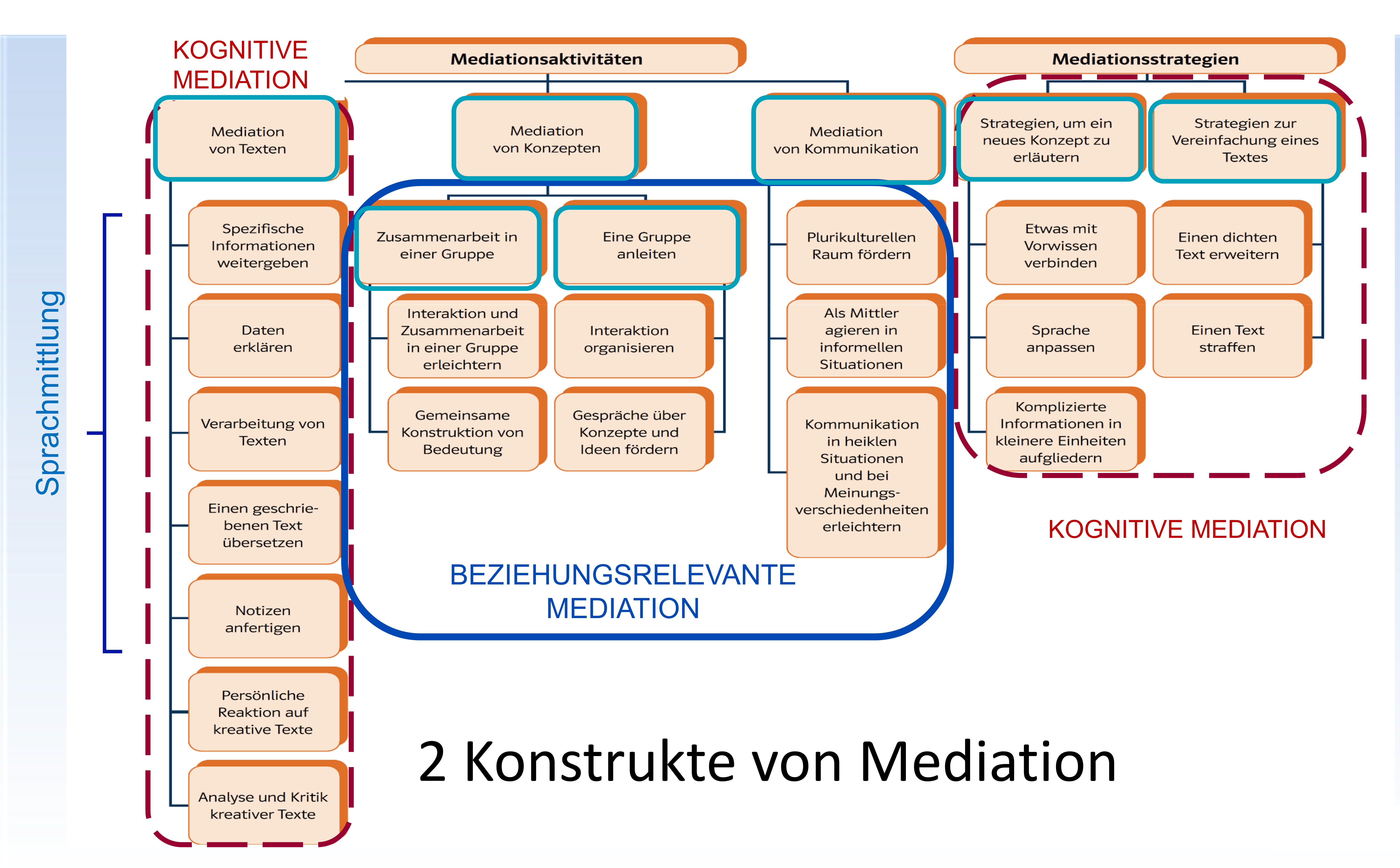
GeR-Begleitband S. 112 (ergänzt)

Die folgende Übersicht ist dem GeR-Begleitband entnommen und macht den Unterschied zwischen kognitiver und beziehungsrelevanter Mediation deutlich.
Wiederholt wird allerdings betont, dass ein separates Benennen verschiedener Aspekte von Mediation nur in der Reflexion, nicht aber in der Praxis möglich sei. Daher sei nur ein „ganzheitliches“ Verständnis kommunikativer Kompetenz angemessen. (Europarat 2020: 36, 129).

## Kein Bezug auf Muttersprache als Standard
Anders als 2001 sind Hinweise auf einen muttersprachlichen Standard im Begleitband verschwunden. Im GeR von 2001 hatte die Verwendung des Worts „Muttersprachler/Muttersprachlerin“ (native speaker) bisweilen zu Missverständnissen und Kontroversen geführt. Im Begleitband wird jetzt beispielsweise die Aussprache auf C2 so beschrieben: 
„Beherrscht mit hoher Genauigkeit das gesamte Spektrum phonologischer Merkmale der Zielsprache. […] Die Verständlichkeit und die effektive Übermittlung und Verstärkung der Bedeutung werden in keiner Weise durch Merkmale eines Akzents beeinträchtigt, der unter Umständen aus (einer) anderen Sprache(n) zurückgeblieben ist“ (Europarat 2020: 159).
Die problematischen Bezüge auf muttersprachliche Kompetenzen zur Standardsetzung der von Lernenden zu erreichenden Kompetenzen werden dadurch umgangen.

## Kontexte und kontextrelevante Standards
Mit aller Deutlichkeit wird auf ein grundlegendes Missverständnis in der Rezeption des GeR 2001 durch Curriculum-Entwickler, Verlage, Testanbieter und andere Nutzer hingewiesen. In vielen Fällen waren die 54 Deskriptoren-Skalen auf eine einzige reduziert worden: die „Globalskala“. Die verbreitete Darstellung des GeR mit sechs Treppenstufen dokumentiert das Missverständnis. Dies korrigiert der Begleitband:
„Die Beispieldeskriptoren sind eine von mehreren Quellen für die Entwicklung von kontextangemessenen Standards; sie sind nicht selbst als Standards gemeint. Sie dienen als Basis für weiteres Nachdenken, für Diskussionen und weiteres Handeln. Der GeR [von 2001] selbst macht diesen Punkt sehr deutlich, indem er die Deskriptoren als Empfehlungen und keinesfalls als verbindlich präsentiert.“ (Europarat 2020: 51)
Im Begleitband unterstreichen mehrere Passagen und Grafiken diesen Punkt: Die Skalen mit Deskriptoren sind zur Beschreibung kontextspezifischer, differenzierter Kompetenzprofile gedacht. Ein fiktives Kompetenzprofil für ein Postgraduierten-Studium in Naturwissenschaften (also ein möglicher Kontext) könnte demnach so aussehen:

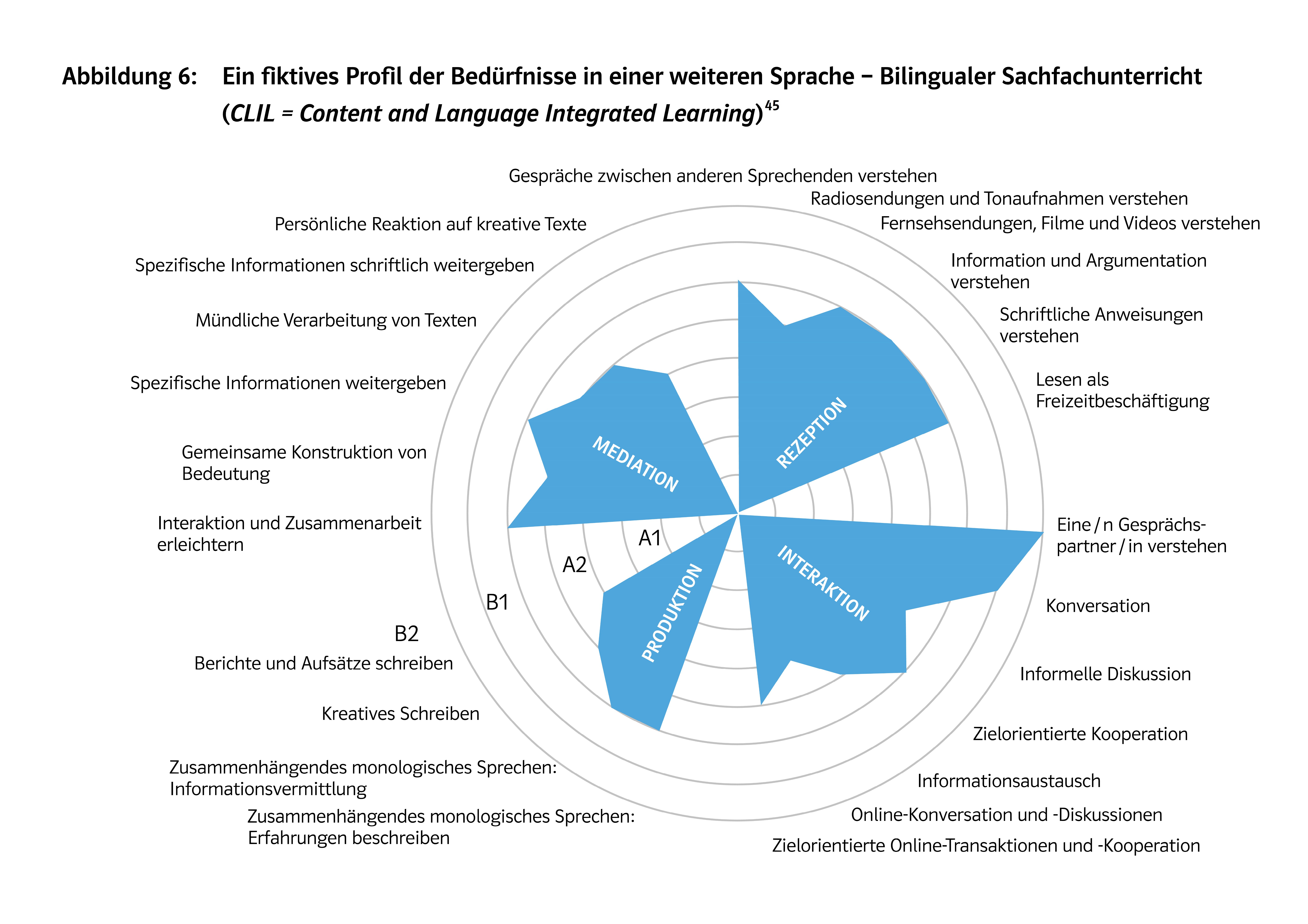
Fiktives Kompetenz-Profil. Europarat 2020: 47

Definierte Kontexte sind grundsätzlich unverzichtbar, seien sie persönlicher Art, situativ, kulturell oder ähnlich, denn Bedeutung wird nicht rein „linguistisch“ kreiert und liegt nicht allein in sprachlichen Einheiten (Wörtern, Sätzen, Aussprache usw.). Stattdessen sind es vor allem Kontexte, innerhalb derer die Bedeutung linguistischer Einheiten von mehreren Sprachverwendenden gemeinsam „co-konstruiert“ wird. Die Kontextualität von Sprache ist ein zentraler Aspekt heutiger Linguistik und Sprachphilosophie. (Kramsch 2004)

## Kontexte für Mediation und Online-Kommunikation: Anhang 5
Anhang 5 des Begleitbands enthält Beispiele für den Gebrauch der Deskriptoren für Online-Interaktion und Mediationsaktivitäten in verschiedenen Domänen. Die Beispiele wurden in einer Serie von Online-Workshops während der Entwicklungsphase 3 erstellt und validiert. Sie sollen Pädagoginnen und Pädagogen bei der Auswahl von Aktivitäten für jeden Deskriptor helfen, die für ihre Lernenden angemessen sind. Anhang 5 steht als kostenloser Download zur Verfügung. (s. Weblinks)

## Plurilingual – plurikulturell – multilingual – multikulturell – interkulturell
Der Begleitband definiert zentrale Begriffe wie folgt:
- Plurilinguale und plurikulturelle Kompetenzen beziehen sich auf einzelne Sprachverwendende, z. B. Menschen mit Migrationserfahrung oder international erfahrene Personen, die über entsprechende Repertoires verfügen.
- Multilingual, vielsprachig und multikulturell können Gruppen von Menschen sein, z. B. eine Gruppe von Lernenden, ein Fußballteam oder eine Nation wie die Schweiz. Diese Begriffe betrachten Sprachen und Kulturen gewissermaßen als getrennte und statische Einheiten, die in Gruppen oder Gesellschaften koexistieren.
- Interkulturell sind dagegen Situationen, z. B. Begegnungen in persönlichen oder beruflichen Kontexten.

Das Konzept plurikultureller Kompetenzen, wie es der Begleitband vertritt, wird heute allgemein geteilt. Plurikulturelle Kompetenz wird als hybrides Konstrukt verstanden, das weder mit soziokulturellem, landeskundlichem u. a. Wissen noch mit Persönlichkeitsmerkmalen ausreichend beschrieben ist. Erst in der Verbindung von Wissen und Persönlichkeitsmerkmalen mit praktischen kommunikativen Fertigkeiten – und stets bezogen auf benennbare Kontexte – wird daraus „Kompetenz“ im eigentlichen Sinn. Alle drei Bereiche sind gemeinsam konstitutiv für das Konstrukt interkultureller Kompetenz. (Piccardo, North 2019: 200f.)

Die Zahl und Ausführlichkeit der Beschreibungen macht deutlich, dass für das Autorenteam des Begleitbands die kommunikative Praxis im Vordergrund steht.
 „Die Skala Auf einem plurikulturellen Repertoire aufbauen beschreibt den Gebrauch plurikultureller Kompetenz in einer kommunikativen Situation. Deshalb stehen eher Fertigkeiten als Kenntnisse oder Einstellungen im Mittelpunkt.“ (Europarat 2020: 28)
Die neuen Skalen mit Deskriptoren zu plurilingualen und plurikulturellen Kompetenzen wurden überwiegend positiv aufgenommen, denn „Vielsprachigkeit“ und das Leben in mehreren Kulturen ist zum Regelfall in Europa und weltweit geworden.
In Verbindung mit den Kann-Beschreibungen zur „Beziehungsrelevanten Mediation“ (s.o) enthalten sie erstmals metasprachliche Beschreibungen kommunikativer Kompetenzen, wie sie in pädagogischen Kontexten, aber auch in beruflichen Kontexten - z. B. in internationalen Firmen u. a. Organisationen - erforderlich sind. (Hu, de Saint-Georges 2020; Camerer 2021; Debray, Spencer-Oatey 2022)

## Weitere neue Skalen mit Deskriptoren
Der Begleitband enthält Skalen mit neuen Deskriptoren in Bereichen, die in europäischen Bildungssystemen wichtig sind, und deren Fehlen nach 2001 kritisiert wurde. Im Bildungs- und Erziehungsbereich vor allem Europas spielt z. B. Literatur in den höheren Klassen der Sekundarschulen eine zentrale Rolle. Auch in den „Neueren Sprachen“ wie Englisch und Französisch dient das Erlernen der Alltagssprache nicht zuletzt der Vorbereitung der Lektüre klassischer Literatur. Der Begleitband kommt dieser Kritik entgegen durch Skalen zu „Kreativen Texten (einschließlich Literatur)“ (Europarat 2020, Kap. 3.4.1). In der deutschsprachigen Rezeption dieser Skalen überwiegen allerdings die kritischen Stimmen. Vermisst wird z. B. ein klarer Text-Begriff und eine Präzisierung dessen, was genau eine kreative Textproduktion und Textrezeption ausmacht. (Schädlich 2019, Burwitz-Melzer 2021)
Darüber hinaus wurde die zunehmende Digitalisierung im Begleitband aufgegriffen. Hier zeigt sich allerdings, dass die Geschwindigkeit dieser Entwicklungen die Skala zu „Telekommunikationsmitteln“ so rapide veralten lassen, dass schon in der deutschen Übersetzung einige Anmerkungen zu geänderten Verhältnissen nötig wurden, obgleich diese fast gleichzeitig entstand.
Als richtungsweisende Ergänzung ist schließlich zu nennen, dass in vielen Skalen unterhalb des Niveaus „A1“ das neue Referenzniveau „vor A1“ eingefügt wurde. Das trägt der Erfahrung Rechnung, dass beim Fremdsprachenlernen, beispielsweise im Sprachgebrauch von Migranten, und auf der „Grundstufe“ allgemein spracherwerblich zu beobachtende Phänomene („Pidginisierung“) auftreten, die als Durchgangsphase sinnvoll sind und sich bei Lernfortschritten zum Positiven hin verändern können.

## Gebärdensprache
Eine der zentralen Neuerungen im Begleitband ist die Aufnahme von Skalen zu „Gebärdenkompetenzen“. Diese basieren auf einem Projekt des Schweizerischen Nationalfonds zur Förderung der wissenschaftlichen Forschung (SNF) und tragen der von der UNESCO vorgeschlagenen Förderung von Inklusion Rechnung.

## Weitere Rezeption
In seinen zentralen Anliegen knüpft der GeR-Begleitband 2020 an den GeR 2001 an, was durch viele Zitate unterstrichen wird. So wird im Begleitband die Formulierung wiederholt, mit der bereits 2001 das Ziel des Sprachunterrichts neu definiert worden war:
„Man kann es [das Ziel des Sprachunterrichts] nicht mehr in der Beherrschung einer, zweier oder vielleicht dreier Sprachen sehen, wobei jede isoliert gelernt und dabei der „ideale Muttersprachler“ als höchstes Vorbild betrachtet wird. Vielmehr liegt das Ziel darin, ein sprachliches Repertoire zu entwickeln, in dem alle sprachlichen Fähigkeiten ihren Platz haben.“ (Europarat 2001: 17; Europarat 2020: 144)
In einer ersten Zwischenbilanz wurden 2022 die Auswirkungen des GeR-Begleitbands auf fachliche und bildungspolitische Diskussionen in Europa und darüber hinaus diskutiert. (Little, Figueras 2022). In einem Nachwort skizzierte Barry O’Sullivan die s. E. wichtigsten nächsten Schritte und betont die Themen Plurilingualität, Mediation und Lokalisierung. (O’Sullivan 2022)
Lokalisierung betrifft u. a. den weltweiten Einfluss des GeR und seines Begleitbands. Zurzeit (2023) existieren „lokalisierte“ Versionen des GeR in Japan, Vietnam, Malaysia, Mexiko und Kanada. „CEFR is a suitable and credible benchmark for English standards in Malaysia“, schreibt beispielsweise die Regierung Malaysias. Der weltweite „Export“ des GeR trifft auf unterschiedliche kulturelle, historische, institutionelle, pädagogische etc. Kontexte. Neben der nach wie vor verbreiteten Reduktion des GeR auf die Testerstellung und ungeachtet der oft unterschiedlichen pädagogischen Praxis wirft diese Art der „Lokalisierung“ auch Fragen auf, die die wertorientierten Anteile zahlreicher Kann-Beschreibungen betreffen. Inwieweit die vom Europarat vertretenen „europäischen“ Werte in Gestalt des GeR einen universellen Anspruch erheben können, ist eine strittige Frage.